# François Bertrand
François Bertrand, soprannominato il Sergente necrofilo o il Vampiro di Montparnasse (Voisey, 29 ottobre 1823 – Le Havre, 25 febbraio 1878), è stato un militare francese.
Fu noto per aver conseguito atti di necrofilia nel cimitero di Montparnasse, e una volta arrestato nel 1851, fu condannato in carcere per un anno. Nel 1856, si spostò a Le Havre, dove visse come impiegato, postino e guardiano del faro.

## Biografia
Stando al suo certificato di nascita, Bertrand nacque il 29 ottobre del 1823. Nei suoi primi anni di vita, era noto per dissezionare cani e gatti morti; lui stesso dichiarò che i suoi impulsi necrofili iniziarono nel 1846, accompagnati da emicranie e palpitazioni cardiache, e a seguito di ciò egli esumò i corpi di uomini e donne dai cimiteri (in particolare quello di Montparnasse), per poi sviscerarli e farli a pezzi e persino masturbarvisi sopra. Bertrand descrisse addirittura la sua esperienza con il cadavere di una sedicenne:
Tra l'estate del 1848 e il 15 marzo del 1849, una serie di corpi fu trovata riesumata e gravemente mutilata nei cimiteri di Parigi. Il 15 marzo 1849, Bertrand fu trasportato all'ospedale di Val-de-Grâce, in quanto era stato trovato ferito a colpi di pistola (secondo alcuni da un poliziotto, o forse da un suo collega). Durante l'operazione che ne seguì, Bertrand confessò il tutto a uno dei suoi chirurghi, e una volta rimessosi in sesto fu arrestato e condannato a un anno di carcere.

## Eredità
Il suo caso portò Joseph Guislain a coniare il termine "necrofilia", di cui discusse in modo estensivo con altri teorici del termine, tra cui Richard von Krafft-Ebing e Havelock Ellis.

## Nella cultura di massa
- Bertrand ha ispirato la figura del licantropo Bertrand Caillet, protagonista del romanzo The werewolf of Paris, scritto da Guy Endore nel 1933.
- Bertrand è citato nel libro La giostra dei fiori spezzati, romanzo dello scrittore italiano Matteo Strukul, uscito per la prima volta nel 2014.